# Camp Hill (Alabama)
Camp Hill és una població dels Estats Units a l'estat d'Alabama. Segons el cens del 2000 tenia 1.273 habitants.

## Demografia
Segons el cens del 2000, Camp Hill tenia 1.273 habitants, 519 habitatges, i 337 famílies. La densitat de població era de 54,2 habitants/km².
Dels 519 habitatges en un 30,3% hi vivien nens de menys de 18 anys, en un 29,5% hi vivien parelles casades, en un 30,1% dones solteres, i en un 34,9% no eren unitats familiars. En el 33,3% dels habitatges hi vivien persones soles el 12,7% de les quals corresponia a persones de 65 anys o més que vivien soles. El nombre mitjà de persones vivint en cada habitatge era de 2,45 i el nombre mitjà de persones que vivien en cada família era de 3,09.
Per edats la població es repartia de la següent manera: un 29,4% tenia menys de 18 anys, un 8,9% entre 18 i 24, un 27% entre 25 i 44, un 22,2% de 45 a 60 i un 12,6% 65 anys o més.
L'edat mediana era de 36 anys. Per cada 100 dones hi havia 82,4 homes. Per cada 100 dones de 18 o més anys hi havia 77,3 homes.
La renda mediana per habitatge era de 20.655 $ i la renda mediana per família de 26.719 $. Els homes tenien una renda mediana de 22.833 $ mentre que les dones 20.038 $. La renda per capita de la població era d'11.794 $. Aproximadament el 21% de les famílies i el 24,4% de la població estaven per davall del llindar de pobresa.

## Poblacions properes
El següent diagrama mostra les poblacions més properes.